# Cephalodella abstrusa
Cephalodella abstrusa är en hjuldjursart som beskrevs av Myers 1934. Cephalodella abstrusa ingår i släktet Cephalodella och familjen Notommatidae. Inga underarter finns listade i Catalogue of Life.